# Trykpresse
En trykpresse er en mekanisk anordning til at sætte tryk på en overflade med blæk der hviler på en medium (såsom papir eller klæde), hvorved blækket bliver overført til mediet. Opfindelsen af trykpressen markerede en meget stor forbedring i tidligere tiders trykkemetoder, hvor klæde, papir eller andet blev børstet eller gnubbet gentagende gang for at få overført blækket, og trykpressen accelererede denne proces voldsomt. Den blev normalt brugt til tekster, og spredning af trykpressen var en af de mest betydningsfulde begivenheder i det andet årtusinde. Trykpressen var historiens første eksempel på industriel massefremstilling vha. genanvendeligt udstyr.[kilde mangler]
Omkring 1440 opfandt Johannes Gutenberg trykpressen i Tyskland, hvilket startede en bogtrykningsrevolution. Bloktryk i Østasien havde været fremherskende siden Tangdynastiet i Kina i 700-tallet. I Europa var bloktryk baseret på den eksisterende skruepresse, der var almindelig i 1300-tallet. Gutenbergs vigtigste opfindelse var udvikling af støbte metalmatricer, der introducerede et flytbar typografi-baseret trykpressesystem. Hans nye håndstøbeforme gjorde det muligt hurtigt og præcist at fremstille flytbare typer i stort antal. Selvom flytbare typer tidligere var blevet udviklet i det østlige Asien, var det hidtil ukendt i Europa. Disse to opfindelser, støbeforme og trykpressen, reducerede prisen på at få trykt bøger og andre dokumenter drastisk i hele Europa.
Trykpressen spredte sig i de efterfølgende årtier til over 200 byer i et dusin europæiske lande. I år 1500 var trykpressen i brug i hele Vesteuropa, og der var blevet produceret mere end 20 millioner bøger. I 1500-tallet spredte trykpressen sig yderligere, og der blev derfor produceret eksponentielt flere bøger. Der er således blevet estimeret til at mellem 150 og 200 bøger er blevet produceret med denne teknik. Anvendelsen af trykpressen blev synonym med bogtrykkeindustrien, og den gav derfor navn til den nye måde at udtrykke sig på og kommunikere: "pressen".

## Historie

### Økonomiske betingelser og intellektuelt klima
Den hurtige økonomiske og socio-kulturelle udvikling i senmiddelalderens samfund i Europa skabte gode intellektuelle og teknologiske betingelser for Gutenbergs forbedrede udgave af trykpressen. Iværksætterånden i den fremvoksende kapitalisme havde stadig større betydning på de middelalderlige produktionsmetoder, der fostrede økonomisk tænkning og forbedrede effektiviteten i traditionelle arbejdsprocesser. Den voldsomme fremgang i middelalderens universitet og læsefærdigheder i mellemklassen ledte til en større efterspørgsel på bøger, der var tidskrævende at duplikere med håndkraft, og langt fra kunne følge med efterspørgslen.

### Teknologiske faktorer
De teknologier, der gik forud for trykpressen og ledte til dens opfindelse inkluderer: fremstilling af papir, udvikling af blæk, bloktryk og udbredelsen af briller. På nogenlunde samme tidspunkt havde en række middelalderlige produkter og teknologier udviklet sig til et niveau, som gjorde muligt at anvende dem til bogtrykkekunst. Gutenberg tog disse forskellige elementer og satte dem sammen til ét sammenhængende system, og han forbedrede trykkeprocessen i alle dens stadier ved at tilføje en række af sine egne opfindelser og innovation.
Skruepressen gjorde det muligt at rette pres mod en flad overflade, og den havde været kendt siden Antikken og blev anvendt til en række forskellige formål. Den blev introduceret allerede i det første århundrede af romerne, og blev ofte brugt til at presse vindruer til vin og bl.a. oliven til olie. Begge dele var en stor del af middelhavområdets køkken. Allerede fra et meget tidligt tidspunkt blev maskinen også brugt som klædepresse til at trykke forskellige mønstre og dekorationer på stof. Gutenberg kan også have været inspireret af papirpresser, hvis udbredelse var blevet større i Det tysk-romerske rige i løbet af 1300-tallet, og som brugte samme mekaniske principper.
Gutenberg tog det grundlæggende design fra skruepressen, og mekaniserede trykkeprocessen. Bogtryk kræver dog langt mere kraft end pressen, og Gutenberg ændrede derfor konstruktionen, så trykket fra pladen på papiret i stedet kom ensartet og med det påkrævede pludselige elasticitet. For at gøre trykkeprocessen hurtigere introducerede han en flytbar underdel med en plan overflade, hvor arket hurtigt kunne udskiftes.
Konceptet med flytbare typer var ikke nyt i 1400-tallet, idet de var blevet opfundet i Kina under Songdynastiet, og var senere blevet brugt i Korea under Goryeodynastiet, hvor flytbare skrifttegn i metal var blevet udviklet i 1234. I Europa er der kun sporadiske tegn på brugen af det typografiske princip, som er ideen om at skabe en tekst ved at genbruge individuelle karakterer, men forståelsen og anvendelsen før Gutenberg er sket i Europa siden 1100-tallet og muligvis før. Eksemplerne tæller bl.a. Prüfeninger Weiheinschrift fra Tyskland og bogstavstegl i England. De forskellige individuelle teknikker, som blev anvendt (prægning, stansning og samling af individuelle bogstaver) havde dog ikke det rette raffinement og effektivitet til at det var blevet bredt accepteret og anvendt.
Gutenberg forbedrede denne proces ved at behandle sætningen og trykningen i to forskellige trin. Han var uddannet guldsmed, og han fremstillede sine typer med en bly-baseret legering, som var velegnet til bogtryk, og som stadig bruges i dag. Masseproduktionen af metalbogstaver skete ved hjælp hans opfindelse, en særlig håndstøbeform kaldet en matrice. Det latinske alfabet viste sig at være en enorm fordel for processen, da det til forskel fra logogrambaserede skriftsystemer tillod typegrafen at skrive enhver tekst med et teoretisk minimum af kun omkring to dusin forskellige bogstaver.
En anden befordrende faktor i videreudviklingen af bogtrykkekunsten var, at det eksisterende bogformat var kodekset, som stammede fra Romerriget. Opfindelsen af kodekset blev betragtet som det vigtigste skridt i bogens historie inden trykpressen, og kodekset havde fuldstændigt erstattet antikkens skriftruller ved begyndelsen af middelalderen omkring år 500. Kodekset var på mange måder langt mere praktisk end skriftrulle-formatet, da det er nemmere at læse (ved at vende en side), er mere kompakt, kostede mindre og til forskel fra skriftruller kunne både recto og verso bruges til at skrive - og trykke - på.
En fjerde udvikling var middelalderlige papirmageres succes med at mekanisere papirfremstillingen. Introduktionen af vanddrevne papirmøller, hvoraf den første sikre kilde er dateret til 1282, gjorde det muligt at ekspandere produktionen voldsomt, og det erstattede den meget arbejdskrævende proces ved både kinesisk og muslimsk håndfremstilling af papir. Papirfremstillingen begyndte at blive større i 1200-tallet i Italien, hvilket reducerede prisen på papir til en sjettedel af prisen på pergament, hvorefter den faldt yderligere. Omkring et århundrede senere var epicenteret for papirfremstilling i det område, der i dag er Tyskland.
På trods af dette så tyder det på, at det endelige gennembrud for papir var afhængig af den hurtige udbredelse af flytbare typer til bogtryk. Det skal bemærkes, at kodekser af pergament, som i kvalitetshenseender er papir langt overlegent, stadig havde en anseelig andel i Gutenbergs udgave af 42-linje biblen. Efter mange eksperimenter formåede Gutenberg at løse udfordringerne med traditionel vand-baseret blæk, der gjorde papiret vådt, og han fandt i stedet en opskrift på oliebaseret blæk, der var brugbar til bogtryk med metaltyper.

## Gutenbergs trykpresse
Johannes Gutenbergs arbejde med trykpressen begyndte omkring år 1436, hvor han slog sig sammen med Andreas Dritzehn - en mand der tidligere havde instrueret i juvelslibning - og Andreas Heilmann, ejeren af en papirmølle. Det er dog ikke før 1439, hvor et søgsmål mod Gutenberg nævner vidner der diskuterer Gutenbergs typer, en opgørelse af metaller (inklusive bly) og hans støbeforme til typerne.
Han havde tidligere arbejdet med en professionel guldsmed, og Gutenberg brugte sin viden om metaller, som han havde lært fra denne håndværker Han var den første, der fremstillede en legering af bly, tin og antimon, som var uhyre vigtig for at kunne producere slidstærke typer, der samtidig producerede trykte bøger i høj kvalitet, og det viste sig at denne legering var meget bedre til trykpressen end alle andre kendte materialer. For at skabe sine typer benyttede Gutenberg sig af, hvad der bliver betragtet som hans mest geniale opfindelse, en særlig matrice der gjorde det muligt hurtigt og præcist at støbe nye blokke med typer fra en ensartet skabelon. Hans sættekasse er blevet estimeret til at have indeholdt omkring 290 separate bogstavkasser, hvoraf størstedelen har krævet specialkarakterer, ligaturer, udråbstegn osv.
Gutenberg bliver også krediteret for at have introduceret oliebaseret blæk, som var mere slidstærkt end de tidligere vandbaserede blæktyper. Han benyttede både papir og velin (pergament af høj kvalitet) til at trykke på. i Gutenbergbiblen lavede Gutenberg sin førsteprøve med farvetryk på nogle få sider allerøvrigt, og dette findes kun i nogle få eksemplarer af bogen. I et senere værk Mainz Psalter fra 1453 blev sandsynligvis designet af Gutenberg, men blev publiceret med hans efterfølgere Johann Fusts og Peter Schöffers mærker, og her var der detaljerede røde og blå initialer.

## Industriel trykpresse
Ved begyndelsen af den industrielle revolution var mekanikken ved den håndbetjente trykpresse, som Gutenberg udviklede, stort set uændret, selvom nye materialer til konstruktioner gradvist havde forbedret effektiviteten af trykpressen. I år 1800 havde Lord Stanhope fremstillet en trykpresse udelukkende af støbejern, hvilket reducerede den kraft, der var nødvendig at trykke med, med 90%, samtidig med at området hvor der kunne trykkes fordobledes. Med en kapacitet på 480 sider i timen fordoblede Stanhope-pressen produktionskapaciteten i forhold til den hidtidige trykpresse. Ikke desto mindre blev de indbyggede begrænsninger i den traditionelle trykpresse tydelige.
Der var to ideer, som ændrede designet i trykpressen radikalt: for det første brugen af damp til at drive maskineriet, og for det andet erstatningen af den flade plade til at placere printmaterialet på med en cylinder med en roterende bevægelse. Begge dele blev implementeret for første gang af den tyske trykker Friedrich Koenig i en serie trykpresse-designs mellem 1802 og 1818. Han flyttede til London i 1804, hvor han kort efter mødte Thomas Bensley og sikrede sig finansielt støtte til sit projekt i 1807. I 1810 tog Koenig patent på en trykpresse, der kørte på damp, som var "meget som en hånd-trykpresse forbundet med en dampmaskine." Den første prøveproduktion af denne model blev lanceret i april 1811. Han producerede maskinen med assistance fra den tyske ingeniør Andreas Friedrich Bauer.
Koenig og Bauer solgte to af deres første modeller til The Times i London i 1814, og de var i stand til at levere 1.100 tryk i timen. Den første udgave, der blev printet kom den 28. november 1814. De fortsatte med at forbedre deres tidlige model, så den kunne printe på begge sider af et stykke papir på samme tid. Dette igangsatte den lange proces med at gøre aviser tilgængelige for den brede offentlighed, hvilket igen forbedrede læsefærdighederne, og fra 1820'erne ændrede det også produktionen af bøger, idet det påkrævede en større grad af standardisering i titler og andre metadata. Deres firma, Koenig & Bauer AG, er stadig en af verdens største producenter af trykpresser.

### Roterpresse
Den dampdrevne roterpresse blev opfundet i 1843 i USA af Richard M. Hoe, og den gjorde det muligt at fremstillet 1 million kopier af den samme side på en enkelt dag. Masseproduktion af trykte værker blomstrede efter man gik over til papir på ruller i stedet for ark, da det muliggjorde at man kontinuerligt kunne føde trykkemaskinen, og lade den køre ved langt højere hastighed end tidligere.
I slutningen af 1930'erne og begyndelsen af 1940'erne var roterpresser blevet markant mere effektive; en model fra Platen Printing Press kunne trykke 2.500-3.000 ark i timen.
I midten af 1900-tallet blev der også udviklet en såkaldt jobbing-presse, der var en lille trykpresse, der kunne trykke på mindre stykker papir som kuverter, visitkort og brevpapir. Jobbing-presserne kunne hurtigt sættes på - en normal lille opgave tog omkring 15 minutter at gøre klar til - og kunne producere hurtigt, idet selv en pedal-drevet presse af denne type kunne fremstillet 1.000 tryk i timen med blot én enkelt person til at betjene den, og mange kunne opnå over 1.500 i timen til særligt simple opgaver.